# 七姐妹邦

七姐妹邦是印度东北部阿鲁纳恰尔邦、阿萨姆邦、梅加拉亚邦、曼尼普尔邦、米佐拉姆邦、那加兰邦和特里普拉邦的总称。中華人民共和國由於藏南問題而不承認印度實際控制的阿魯納恰爾邦，而稱該地區為印度的東北六邦。
这些邦覆盖255,511平方（98,653平方英里）土地，占印度总面积约7％。 截至2011年，7个邦人口达4498万，占印度总人口的3.7％。虽然七邦间的种族和宗教多元多样，但在政治、社会、经济等领域都有相似之处。

## 各邦首府
| 邦           | 首府       |
| ------------ | ---------- |
| 阿鲁纳恰尔邦 | 伊塔那噶   |
| 阿萨姆邦     | 第斯普尔   |
| 曼尼普尔邦   | 因帕爾     |
| 梅加拉亚邦   | 西隆       |
| 米佐拉姆邦   | 艾藻尔     |
| 那加兰邦     | 科希马     |
| 特里普拉邦   | 阿加尔塔拉 |

## 历史
当印度在1947年自英国时，该地区还只有3个邦。曼尼普尔邦和特里普拉邦为土邦，而更大的阿萨姆邦则直接受大英帝国统治。它的首府是西隆（今天是梅加拉亚邦的首府）。根据印度政府按民族和语言重新划分邦的政策，4个新邦在独立后的几十年中从阿萨姆邦的原有领土上被划分出来。因此，那加兰邦在1963年成为一个独立的邦，其次是1972年的梅加拉亚邦。米佐拉姆邦在1972年成为中央直辖区，并于1987年与阿鲁纳恰尔邦一起成为了邦。
几十年来，该地区受到了来自包括包括恐怖主义在内的叛乱和部落内部冲突的困扰。从2005年至2015年，约有5,500人因政治暴力而死亡。印度政府通过了一项1958年的军队(特殊权力)法，该法令适用于七个州，赋予了安全部队在没有许可的情况下搜查财产、逮捕人民、“合理怀疑”一个人从事反动活动的情况下使用致命武器的权力； 一项类似的法令也在查谟-克什米尔邦实施。

## 名称来源
特里普拉邦的新闻工作者Jyoti Prasad Saikia在一档电台谈话节目中为契合1972年1月的新邦成立典礼而提出了“七姐妹的土地”这一说法。后来他编纂了一本关于七姐妹邦相互依存和共性的书，并把它命名为《七姐妹的土地》（Land of Seven Sisters）。“七姐妹邦”的名称便由此而来。

## 种族和宗教组成
印度东北部原住民包括波多人、尼西人、加羅人、那加人、菩提亚人等民族。
除了主要语言是阿萨姆语的阿萨姆邦和主要语言是孟加拉语的特里普拉邦以外，该地区以讲汉藏语系和南亚语系语言的山地民族为主。第三大语言梅泰语为汉藏语系语言。阿萨姆邦、曼尼普尔邦和特里普拉邦的人大都信仰印度教，阿萨姆邦则有人口相当大的穆斯林少数民族。基督教则是那加兰邦、米佐拉姆邦和梅加拉亚邦和阿魯納恰爾邦的主要宗教。

## 自然资源
该地区的产业以茶、石油、天然气、丝绸、竹和手工艺为主。各邦森林茂盛，降雨充沛，有美丽的野生动物保护区、茶庄以及如布拉马普特拉河一般雄伟的河流。该地区是印度犀牛亚洲象和其他瀕危物種的家园。出于包括跨境紧张局势、广泛的叛乱活动以及与中国的边界纠纷在内的安全考虑，此地区对外国游客有所限制，妨碍了潜在的旅游业和酒店业的发展。东北委员会制定了“未开拓的乐土”营销标语。

### 相互依存
作为一个紧密的地理单位，东北部东北除了通过西里古里走廊（一条细长的走廊，在外国领土的两侧）外与印度其他地区隔绝。阿萨姆邦是姐妹邦通往印度大陆的门户。特里普拉邦是一块几乎被孟加拉国包围的飞地，强烈依赖于阿萨姆邦。那加兰邦、梅加拉亚邦、阿鲁纳恰尔邦依靠阿萨姆邦的内部沟通。曼尼普尔邦和米佐拉姆邦通过阿萨姆邦的巴拉克山谷与印度的主体接触。原材料的需求也使得各邦相互依赖。阿萨姆邦平原的所有河流都源于阿鲁纳恰尔邦、那加兰邦和加梅拉雅邦西部地区。曼尼普尔邦的河流来源于那加兰邦和米佐拉姆邦；山丘也拥有丰富的矿产资源和森林资源。平原还发现有石油资源。
平原在防洪等重要问题上依赖于山区。平原防洪要求在山区进行土壤保护和植樹造林。山区则依赖于平原为其销售农产品的市场。由于山区耕地有限，山区居民甚至连食粮也要依赖于平原地区。
为了提供一个为共同目标而合作的论坛，印度政府在1971年成立了东北委员会，委员会事务范围现在也包括了锡金。每邦由其邦长兼首席部长代表。委员会使得七姐妹邦在许多事务上进行合作，包括向该地区提供教育设施和电力供应。